# الآرامية الشمالية الشرقية النهرينية
الآرامية الشمالية الشرقية النهرينية توصف في في علم الساميات باللغة الآرامية الحديثة يتم التحدث بها حالياً بين المسيحيين في دول العراق وتركيا وإيران وسوريا وتنقسم ألى لغة آرامية كلدانية حديثة ولغة آرامية آشورية حديثة ويناهز عدد متكلميها مليون نسمة.